# سياحة الانتحار
سياحة الانتحار هو نوع جديد من أنواع السياحة استحدث في العصر الحديث، أشُير إليه تحت مصطلح «سياحة الانتحار» بعد ارتفاع حالات الانتحار الطوعي في العالم المعاصر، نتيجة للظروف والأزمات المعقدة في عالم اليوم.
سياحة الانتحار تعني أن يذهب سائحٌ لبلد ما ليس بغرض العلاج أو التنزه أو الترفيه، بل بحثاً عن انتحار رحيم، لأسباب شخصية يمكن أن تنحصر في أسباب نفسية أو عضوية وما ينتج من عواقب محتملة للأزمات المالية، ويشرف على هذه العملية متخصصون قد تكون أو حتى قد لا يكون لهم علاقة بمهنة الطب حسب القوانين المعمول بها في البلد، بتخويل قوانين تنظم هذه العملية من الدولة المستضيفة للسائح، حيث يجد هناك من يساعده على وضع حد لحياته والوصول إلى الموت، بما يمكن أن يصطلح عليه بعميلة القتل الرحيم، بتوفير الطرق العلمية المناسبة التي تساعده على ذلك بتجاوز مسألة الألم.
أفادت تقارير صندوق البحث العلمي الوطني السويسري بأن أعداد الذين يلجؤون للانتحار بمساعدة طرف متدخل في عملية ما يمكن أن يصطلح عليه ب القتل الرحيم، شهدت ارتفاعاً مطرداً بلغ في المتوسط العام حوالي 600 حالة سنوياً، أغلبهم بين سن الـ 45 و84 عاما، وتشكل السيدات 64% من هذه النسبة، مع ارتفاع نسبة الأجانب الذين يقصدون سويسرا للتخلص من حياتهم إلى 65%، بما يعرف بظاهرة «سياحة الانتحار»، وأغلبهم من ألمانيا وبريطانيا وفرنسا.
كما يشير الخبراء إلى زيادة أعداد الأصحاء الذين يرغبون في وضح حد لحياتهم، حيث يمثلون نسبة 34% ممن يرغبون في الانتحار، وهو التوجه الذي يعتقد الخبراء أنه مؤشر غير صحي وخطير في تنامي الظاهرة.

## الوضع القانوني والأخلاقي
يعود الأصل في اعتماد القتل الرحيم هو مساعدة المصابين بالأمراض المستعصية غير القابلة للشفاء على التخلص من الألم الذي يرافق أمراضهم المستعصية، والوضعية المزمنة في لزوم فراش الموت، إن أراد المرضى ذلك، فهو موجّه للأشخاص المصابين بمرض عضال وليس للذين يشعرون باليأس والملل من الحياة.
وقد ازدهرت الظاهرة بسويسرا، بسبب صعوبة إنجاز تلك العملية في أغلب الدول الأوروبية والعالمية، حيث تحظر ألمانيا وإيطاليا على الأطباء هذه الممارسة، وفي هولندا يمكن للطبيب أن يوافق عليها وفق شروط دقيقة فقط إذا تيقن بأن الشفاء ميؤوس منه. أما في بريطانيا فقد لقيت معارضة قوية. اما الدول العربية والإسلامية فهي تحظر العملية بشكل مطلق.

### الجدل السويسري
تسمح القوانين في سويسرا بالقيام بالعملية، فهي تنظر إلى تلك العملية على أنها حرية شخصية يجب أن تتم تحت إشراف طبي وأن تتوفر فيها بعض الشروط مثل موافقة الشخص وشرح وسيلة وطريقة عملية القتل الرحيم.
تحظر جل دول العالم ممارسة القتل الرحيم، كما تعارض العديد من المنظمات والجمعيات ذات النزعة الإنسانية، قرار السماح بممارسة القتل الرحيم إلا بشروط تقيد المسألة في حالات خاصة جدا.
إلا أن البعض يعتبرها من قضايا الحريات الفردية وحقوق الفرد في اتخاذ ما يراه مناسبا من قرارات، وهو الاتجاه الذي ذهبت إليه سويسرا حيث عرفت مدينة زيوريخ بروز هذه الظاهرة السياحية.
حيث أصبحت المساعدة على الانتحار مسألة قانونية في سويسرا في عام 1941، بشرط أن يقوم بالعملية شخص لا ينتمي إلى مهني الطب، وان لا تكون له أي مصلحة أو منفعة في انتحار الشخص المعني.
وبعد ارتفاع حدة الجدل بين الرافضين والمعارضين لهذا الشكل السياحي، التجأت الحكومة السويسرية إلى استفتاء حول المسألة، وبذلك رُفض طلب حظر «سياحة الانتحار» بمساعدة الآخرين.
حيث أدلى سكان زيوريخ يوم الإثنين 16 مايو 2011 بأصواتهم، في استفتاء حول حظر سياحة الانتحار، وتقديم المساعدة للأجانب الذين يسافرون إلى سويسرا من أجل وضع حد لحياتهم.
وأظهرت نتيجة الاستفتاء النهائية أن 15.5 ٪ فقط من الناخبين أيدوا حظر تنظيم عملية الانتحار، بمساعدة طرف متدخل، بينما أيد 22 ٪ فقط حظر سياحة الانتحار. حيث ينتحر حوالي 200 شخص بمساعدة الغير في زوريخ كل عام.

### الإشكالية والجانب الأخلاقي
تكمن الإشكالية في ظاهرة سياحة الانتحار، في لجوء الأصحاء من كبار السن إلى هذا النوع من الانتحار، بأنه نتيجة اليأس من الحياة أو الفقر أو المعاناة من عاهة بسبب تقدم العمر، أو إلى النظرة المادية المسيطرة التي باتت تتحكم في المجتمعات المعاصرة، لاعتقادهم أن نظرة المجتمع إليهم كعالة منتهية الصلاحية، فيفضل البعض الانتحار عبر «القتل الرحيم».
حيث ترى الجمعيات المناهضة أن على الدولة النظر في الأسباب العميقة للرغبة في الانتحار وتقديم المساعدات النفسية والفاعلة للقضاء على تطور الظاهرة في العديد من المجتمعات.